# Wedding (Berlín)
Wedding (en alemán: der Wedding; pronunciado /ˈvɛdɪŋ/ⓘ) es un barrio en el distrito de Mitte, Berlín, Alemania. Era un distrito separado en el centro de la ciudad del noroeste hasta que se fusionó con Tiergarten y Mitte en la reforma administrativa de Berlín de 2001 . Al mismo tiempo se separó la mitad oriental del antiguo distrito de Wedding, al otro lado de Reinickendorfer Straße, formando la nueva localidad de Gesundbrunnen.

## Historia
Después de la Segunda Guerra Mundial, Wedding hizo parte del sector francés. En el 1961 se fundó el Centre Français de Berlin en Wedding, que cuenta con una torre Eiffel en versión miniatura.

## Wedding hoy

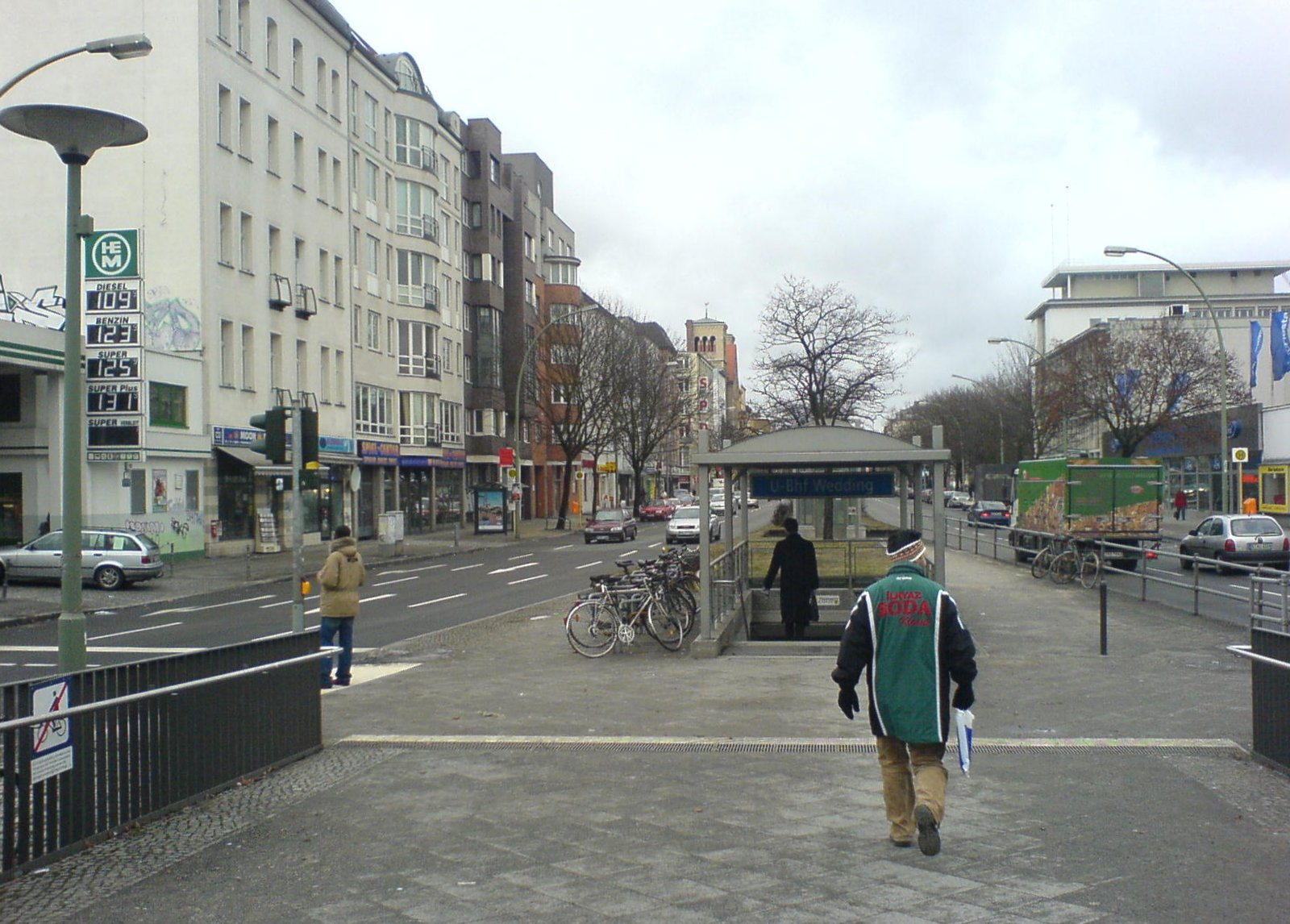
Estación de Wedding en Müllerstraße

Wedding es un distrito heterogéneo, con alquileres generalmente baratos en relación con el resto de Berlín.  
A diferencia de muchos otros barrios obreros del siglo XIX, como Prenzlauer Berg, en Wedding se ha conservado en gran medida el carácter original. Sin embargo, últimamente cada vez más estudiantes y artistas se han trasladado a Wedding debido a los menores costes de alquiler y a la alta calidad de vida. Como resultado, se han creado muchos nuevos cafés, restaurantes y clubes bohemios, tiendas y mercados de alimentos orgánicos, se ha iniciado con éxito un cine de autor y un proyecto de jardinería urbana y se han instalado galerías de alto nivel en el barrio.    

## Demografía
Wedding es, junto con Kreuzberg, una de las localidades de Berlín con mayor diversidad étnica. El ambiente multicultural se percibe en los carteles bilingües de las tiendas (predominantemente alemán y turco o alemán y árabe). Aparte de inmigrantes, en Wedding viven muchos obreros pensionados y estudiantes.

## Paisaje urbano
En la parte norte de Wedding se sitúa el barrio Schillerpark, bloques de viviendas modernistas, parte del Patrimonio de la Humanidad. En el oeste se  encuentra el Volkspark Rehberge con el Plötzensee, un lago con piscina pública.

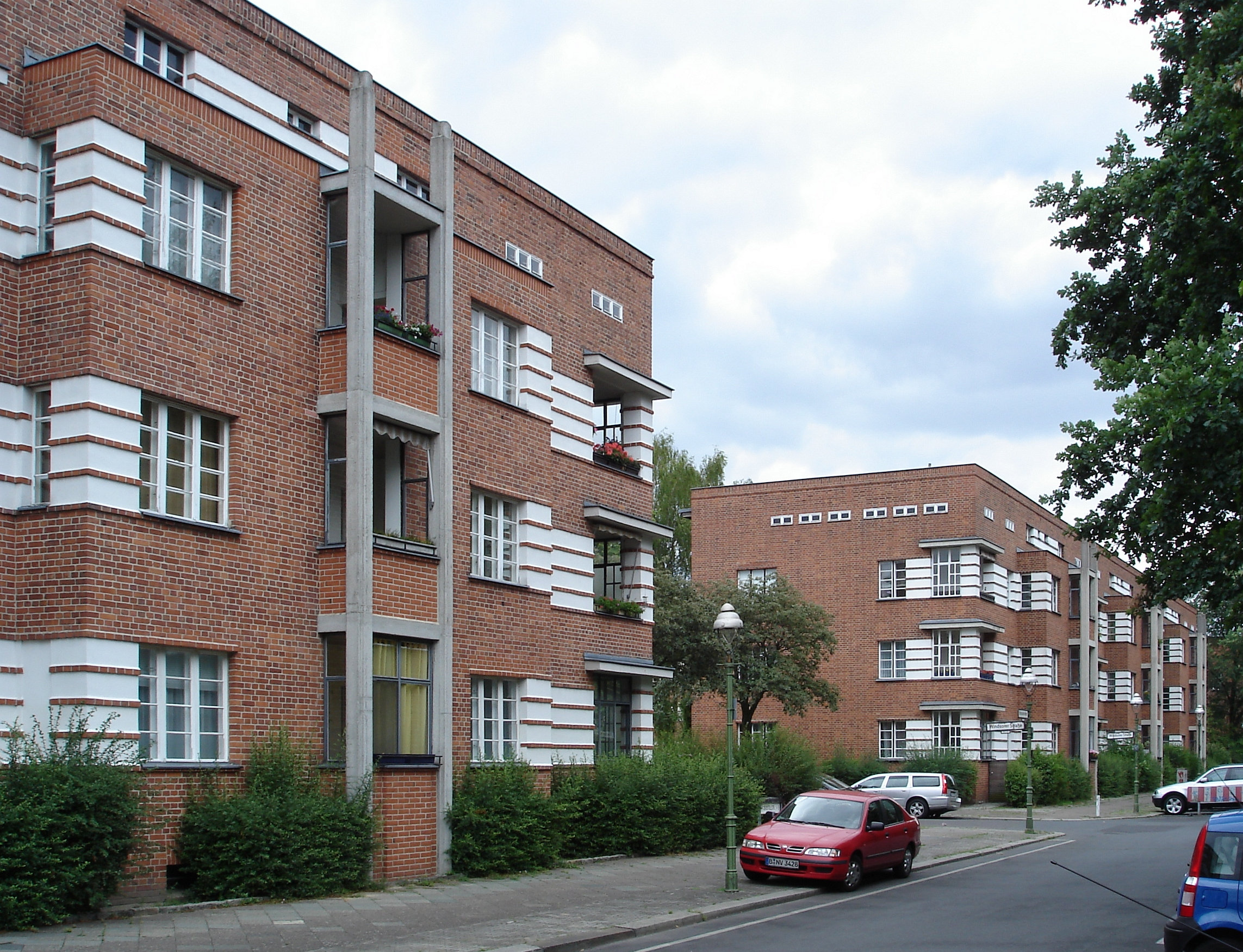
Schillerpark (de Bruno Taut) en la Bristolstraße